# Gunther Gerhardt

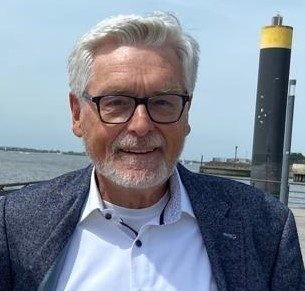
Gunther Gerhardt (2022)

Gunther Gerhardt (* 1951 in Hamburg) ist ein deutscher Historiker. Seit 1987 leitet er das Firmenarchiv der Deutschen Philips GmbH in Hamburg. Von 1988 bis 2011 leitete er das Stadtarchiv und das Museum in der Stadt Walsrode.

## Leben
Gerhardt absolvierte 1970 das Abitur, danach Wehrdienst bei der Bundeswehr. Er war später Oberleutnant der Reserve. Er studierte für das Höhere Lehramt Geschichte und Geographie an der Universität Hamburg, mit 1. Staatsexamen 1980 und anschließend Referendariat.
1983 wurde er „magna cum laude“ mit einer Dissertation über das US-Krisenmanagement im Berlin der Nachkriegszeit zum Dr. phil promoviert. Es folgten von 1985 bis 1990 Lehraufträge zur Zeitgeschichte an der Universität Hamburg. 1984 konzipierte er eine Ausstellung zur Kirchengeschichte Lüneburgs, 1985/86 hielt er sich mit einem Stipendium zu Forschungen in den USA auf.
1987 errichtete er das Firmengeschichtliche Archiv der Deutschen Philips GmbH, das er seitdem leitet. Seit 2019 entsteht unter seiner Leitung bei Philips Medizin Systeme (PMS) ein weiteres Archiv.
Gerhardt baute in Walsrode 1988 ein Stadtarchiv auf, dessen Leitung er bis 2011 innehatte. Darüber hinaus war er von 1990 bis 2011 Leiter des dortigen Freilichtmuseums Rischmannshof.
Hinzu kamen eigene Fachvorträge, Ausstellungen und Open-Air-Veranstaltungen. Er betreute regional- und stadtgeschichtliche Forschungs- und Publikationsprojekte und veröffentlichte Bücher und Aufsätze. Beim Sender NDR kommentierte er eine Wochenschau, beim Jubiläumsfilm 130 Jahre Philips (2021) kommentierte er die Philips-Geschichte und Archivarbeit.

## Schriften
- Das Backhaus im Heidemuseum „Rischmannshof“, Walsrode. Kleine Geschichte des Backens in Stadt und Land. Walsrode 1990.
- Das Krisenmanagement der Vereinigten Staaten während der Berliner Blockade (1948, 1949). Intentionen, Strategien und Wirkungen (= Historische Forschungen. Band 25). Duncker & Humblot, Berlin 1984, ISBN 3-428-05582-9 (Dissertation, Universität Hamburg, 1983).
- Walsrode. Stadt und Land. Sutton, Erfurt 1998, ISBN 3-89702-010-6.
- Walsrode. 1945 bis 2000. Sutton, Erfurt 2010, ISBN 978-3-86680-662-7
- Wedel. Stadt im Wandel. Sutton, Erfurt 2012, ISBN 978-3-86680-982-6.
- Philips in Hamburg. Alte Fotografien aus der Zeit zwischen 1926 und 1986. Sutton, Erfurt 2015, ISBN 978-3-95400-421-8.
- Das Erbregister des Amtes Rethem von 1669, Walsrode 1992, ISBN 3-9803242-0-6.
- Wolff in Walsrode. Der Beitrag einer Unternehmerfamilie zur Stadtgeschichte. In: Festschrift zum 5. Walsroder Stadtfest 1990, S. 6–10. Walsrode 1990.
- Westarp, Theodor Ernst Georg Viktor, Geschäftsführer der Deutschen Philips. In: Neue Deutsche Biographie 2019, W 4685, S. 895–896. München 2019/2020.